# Guacamole
El guacamole es un salsa de origen mexicano preparada a base de aguacate, cebolla, jugo de limón y alguna variedad de chile verde, que generalmente es chile serrano o jalapeño. La receta varía ligeramente y puede incluir otros ingredientes, comúnmente tomate verde o jitomate (tomate rojo) y cilantro, todo ello finamente picado. Es una de las salsas de la gastronomía mexicana más famosas , que tradicionalmente se prepara machacando la pulpa de los aguacates en un molcajete, para que la textura de los mismos no quede totalmente homogénea. El jugo o zumo de limón verde (también llamado lima en otros países) previene la oxidación del aguacate (llamado palta en otros países).

## Etimología
El nombre «guacamole» proviene del náhuatl ahuacamolli traducido al español, que se compone de las palabras ahuacatl (aguacate) + molli (mole o salsa). El aguacate tenía una significación erótica para los aztecas, tanto que las mujeres no podían realizar la recolección de los frutos,[cita requerida] ya que simbolizaban los testículos. Según la mitología prehispánica, Quetzalcóatl, el dios tolteca, ofreció la receta del guacamole a su pueblo, quienes la extendieron por el territorio de Mesoamérica.

## Historia
Los aguacates se cultivaron por primera vez en el sur del México central hace unos diez mil años. A principios de la década de 1900, los aguacates con frecuencia recibían el nombre de pera de cocodrilo. El aguacate Hass lleva el nombre del empleado postal Rudolph Hass que compró una planta, en 1926, a un agricultor de California y la patentó en 1935. El guacamole ha aumentado las ventas de aguacate en los Estados Unidos., especialmente en el Super Bowl Sunday y el Cinco de Mayo. El aumento en el consumo de guacamole se debe a que el Gobierno de EE. UU. levantó una prohibición sobre las importaciones de aguacate en la década de 1990 y el crecimiento de la población latina en el país.

## Preparación
La receta original del guacamole se prepara con aguacates machacados,(nunca molido en licuadora, en ese caso es una salsa de guacamole) jugo de limón, tomate y chile. Después se le agregaron cebolla, cilantro y ajo. Sin embargo, existen diversas variantes de recetas para hacer guacamole, agregándole más especias e incluso productos del mar como calamares picados. También en Estados Unidos se comercializa el guacamole dip, pero es considerado por los mexicanos como una variante pobre, porque se le agrega mayonesa y esta diluye un poco el sabor del aguacate.
La receta moderna y básica del guacamole consiste en moler hasta tener una mezcla uniforme en un molcajete la pulpa de aguacates, agregando cebolla y chile verde, picados finamente creando una mezcla de color verde claro, la cual se condimenta con sal y unas gotas de limón. También se le puede agregar cilantro picado muy fino. Una variante es cuando se le agrega jitomate asado o crudo.

## Uso
En la cocina mexicana, se usa como salsa picante para acompañar todo tipo de tacos, tortas molotes y otros guisos, la mayoría con base en las carnes rojas. Por el contrario en otras cocinas la misma salsa o variedades se usan como salsas, tentempié o plato principal, tal es el caso de los EE. UU. donde se come con totopos o se usa como salsa para guisos de carne. En lugares donde los aguacates son costosos (por ejemplo, el norte de Estados Unidos, Europa, Australia, Japón o Canadá), el guacamole es considerado como una exquisitez; por lo tanto, la mayonesa y la crema sirven para complementar y aumentar el volumen de la salsa; así en cocinas como la australiana se agrega vino tinto a la mezcla. En algunas cocinas sudamericanas como la argentina o en Europa se utiliza como base para guisados con moluscos y crustáceos. 
En la cocina mexicana, además, se emplean dos tipos de guacamole, el totalmente molido y el que tiene trozos de aguacate; el primero es normalmente servido en taquerías populares o puestos ambulantes de comida. El que tiene trozos suele ser más caro y se usa principalmente en el hogar, sirve para acompañar platos de carne frita o a la plancha. En la cocina mexicana, se agrega jugo de limón, que además de darle mejor sabor previene que el guacamole se descolore o se oxide con la exposición al aire libre, tomando un sabor y color café poco agradable, se dice que dejar una semilla de aguacate en la mezcla también previene eso, la presencia de oxígeno es la que produce el efecto y se disminuye su efecto tapando la mezcla para disminuir la exposición al aire.
En la cocina colombiana, suele emplearse para acompañar los tradicionales asados que se realizan en diferentes regiones del país, especialmente en el centro y occidente. Se trata de asar, sazonar y adobar carne, papa, yuca, plátano, chorizo, y junto a estos el guacamole, el cual se utiliza como acompañamiento, especialmente para utilizar encima de uno de estos alimentos.
En municipios y pueblos de Cundinamarca se ha vuelto una ensalada típica, utilizada en diferentes platos ya sea como ensalada, salsa, ají o acompañamiento. Su preparación tradicional reúne aguacate (ingrediente principal) que se siembra en las sabanas y montañas, tomate pintón o de ensalada, cebolla cabezona, cilantro, pasta de ajo, sal, ají y en algunos casos pimienta, pimientos o pimentón. En algunas partes de Boyacá, suele añadirse huevo cocido y mayonesa. En Santander se utiliza como acompañamiento en las sopas, servido junto con arroz. 
El guacamole es altamente beneficioso para la salud cardiovascular, ya que ayuda a bajar los niveles de colesterol, de triglicéridos y aumenta los niveles del «colesterol bueno». Este efecto saludable lo produce el aguacate, por ser un fruto de alto valor energético rico en grasas monoinsaturadas, que son las recomendadas al momento de haber una dieta para combatir el colesterol. Tiene también antioxidantes, así como vitamina E. Únicamente no debe ser consumido por personas que tengan cálculos en la vesícula biliar, dado que origina movilización de los mismos originando dolor intenso, ni por personas alérgicas al aguacate. Esta deliciosa salsa como muchas otras preparaciones de la comida mexicana, ha enriquecido la comida del mundo, aportándole sabor e identidad.

## Exportación
En la actualidad, es posible la exportación del guacamole a través del procesamiento de la pulpa del aguacate.